# Thục Phán (phường)
Thục Phán là một phường trung tâm thuộc tỉnh Cao Bằng, Việt Nam. Phường có con sông Hiến và sông Bằng chảy qua.

## Địa lý
- Phía Đông giáp phường Nùng Trí Cao
- Phía Tây giáp xã Minh Tâm
- Phía Nam giáp xã Bạch Đằng và phường Tân Giang
- Phía Bắc giáp xã Hòa An.[3]

## Hành chính
Ngày 10 tháng 9 năm 1981, Hội đồng Bộ trưởng ban hành Quyết định 60-HĐBT về việc giải thể tiểu khu Nội Thị để thành lập phường Hợp Giang thuộc thị xã Cao Bằng.
Ngày 25 tháng 9 năm 2012, Chính phủ ban hành Nghị quyết 60/NQ-CP về việc thành lập thành phố Cao Bằng thuộc tỉnh Cao Bằng. Phường Hợp Giang thuộc thành phố Cao Bằng.
Đến năm 2019, phường Hợp Giang được chia thành 32 tổ dân phố, đánh số từ 1 tới 32.
Ngày 9 tháng 9 năm 2019, Hội đồng Nhân dân tỉnh Cao Bằng ban hành Nghị quyết số 27/NQ-HĐND về việc sáp nhập, đổi tên các xóm, tổ dân phố trên địa bàn tỉnh:
- Sáp nhập Tổ dân phố 2 vào Tổ dân phố 1
- Sáp nhập ba Tổ dân phố 3, 4, 5 thành Tổ dân phố 2
- Sáp nhập ba Tổ dân phố 6, 7, 8 thành Tổ dân phố 3
- Sáp nhập hai Tổ dân phố 9, 10 và một phần Tổ dân phố 27 thành Tổ dân phố 4
- Sáp nhập ba Tổ dân phố 15, 16, 17 thành Tổ dân phố 5
- Sáp nhập ba Tổ dân phố 18, 19, 20 thành Tổ dân phố 6
- Sáp nhập hai Tổ dân phố 11 và 12 thành Tổ dân phố 7
- Sáp nhập ba Tổ dân phố 13, 14, 26 và một phần Tổ dân phố 25 thành Tổ dân phố 8
- Sáp nhập hai Tổ dân phố 28, 29 và phần còn lại của Tổ dân phố 27 thành Tổ dân phố 9
- Sáp nhập hai Tổ dân phố 21 và 22 thành Tổ dân phố 10
- Sáp nhập hai Tổ dân phố 23, 24 và phần còn lại của Tổ dân phố 25 thành Tổ dân phố 11
- Sáp nhập ba Tổ dân phố 30, 31, 32 thành Tổ dân phố 12.

Ngày 16 tháng 6 năm 2025, Ủy ban Thường vụ Quốc hội ban hành Nghị quyết số 1657/NQ-UBTVQH15 của Ủy ban Thường vụ Quốc hội về việc sắp xếp các đơn vị hành chính cấp xã của tỉnh Cao Bằng năm 2025. Theo đó, sắp xếp toàn bộ diện tích tự nhiên, quy mô dân số của các phường Sông Hiến, Đề Thám, Hợp Giang, xã Hưng Đạo (thành phố Cao Bằng) và xã Hoàng Tung thành phường mới có tên gọi là phường Thục Phán.
Phường Thục Phán được chia thành 60 tổ dân phố: Hợp Giang 1, Hợp Giang 2, Hợp Giang 3, Hợp Giang 4, Hợp Giang 5, Hợp Giang 6, Hợp Giang 7, Hợp Giang 8, Hợp Giang 9, Hợp Giang 10, Hợp Giang 11, Hợp Giang 12, Sông Hiến 1, Sông Hiến 2, Sông Hiến 3, Sông Hiến 4, Sông Hiến 5, Sông Hiến 6, Sông Hiến 7, Sông Hiến 8, Sông Hiến 9, Sông Hiến 10, Sông Hiến 11, Sông Hiến 12, Sông Hiến 13, Sông Hiến 14, Sông Hiến 15, Sông Hiến 16, Sông Hiến 17, Sông Hiến 18, Sông Hiến 19, Sông Hiến 20, Đề Thám 1, Đề Thám 2, Đề Thám 3, Đề Thám 4, Đề Thám 5, Đề Thám 6, Đề Thám 7, Đề Thám 8, Đề Thám 9, Đề Thám 10, Đề Thám 11, Đề Thám 12, Cao Bình, Hồng Quang 1, Hồng Quang 2, Đà Quận, Đồng Chúp, Ngọc Quyến, Nam Phong 1, Nam Phong 2, Nam Phong 3, Bến Đò, Na Lữ, Cao Minh, Đoàn Kết, Bó Lếch, Hào Lịch, Hạnh Phúc.